# Pietro Canonica
Pietro Canonica (Moncalieri, 1º marzo 1869 – Roma, 8 giugno 1959) è stato uno scultore e compositore italiano; fu nominato senatore a vita da Luigi Einaudi nel 1950 e nel 1958 presiedette l'Assemblea in qualità di presidente provvisorio.

## Biografia

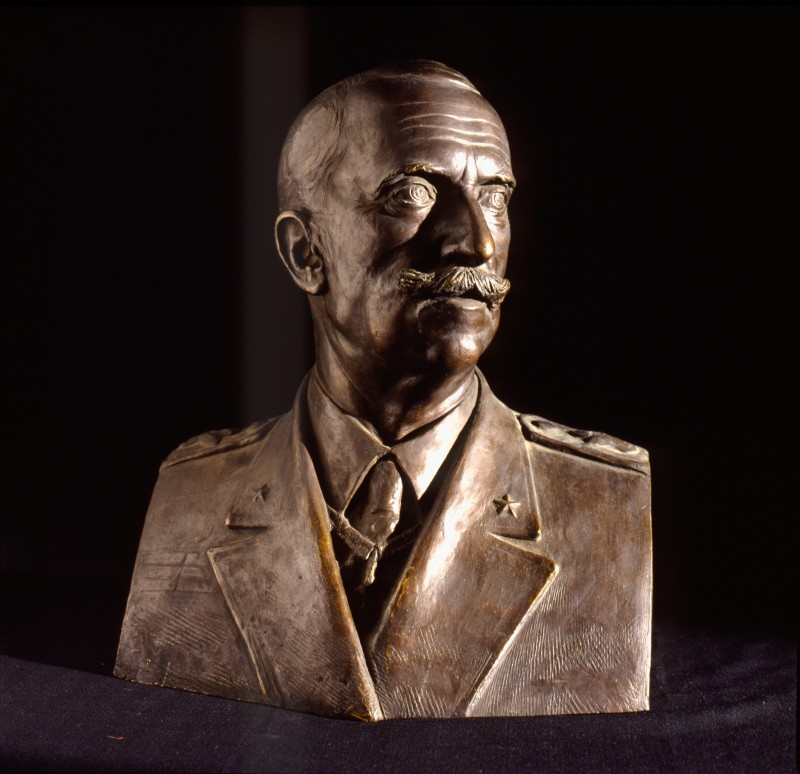
Ritratto di Vittorio Emanuele III, 1938 (Fondazione Cariplo)

Allievo dello scultore gannese Odoardo Tabacchi, a soli 17 anni vinse un premio per la sua statua intitolata Novizia, divenendo famoso subito per la sua capacità di realizzare sculture molto realistiche.
Altre sue opere principali sono: Lo scavatore, Le comunicande e la statua dedicata all'ultimo zar di tutte le Russie, andata distrutta durante la rivoluzione bolscevica del 1917-1918. La statua Le comunicande è estremamente realistica. Realizzò ed ideò anche dei mausolei e tombe monumentali ed artistiche.
Ispirandosi alla scultura di Donatello realizzò opere di successo, quali un Cristo flagellato a sangue, un Cristo crocifisso e un Cristo deposto.
Fu anche autore di opere liriche (suonava amatorialmente il pianoforte): La sposa di Corinto (da una ballata di Goethe); Medea (dalle tragedie omonime di Euripide e Seneca); Sacra Terra (ispirata all'Eneide di Virgilio; Miranda (da Shakespeare).
La casa romana ("La Fortezzuola"), compresa nel parco di Villa Borghese, dove egli visse fino alla morte, gli fu donata nel 1926 dal comune di Roma; in essa ora si trova il Museo Canonica. Qui, tra le altre cose, in una sala al pianoterra è conservato il suo studio, con una copia della stele per il monumento a Paisiello, una delle sue ultime opere, e tutti gli strumenti di lavoro.
Ebbe anche una casa e uno studio a Vetralla, ove curò la fusione di parecchie sue opere in bronzo.
Ebbe una dimora pure a Venezia: si tratta della neorinascimentale "Palazzina Canonica" (o "Villino Canonica"), situata in Riva dei Sette Martiri (Sestiere di Castello, 1364 A), che egli si fece costruire nel 1911; successivamente la donò al CNR-Consiglio Nazionale delle Ricerche. Attualmente essa è sede della Biblioteca Storica di Studi Adriatici dell'ISMAR-Istituto di Scienze Marine dello stesso CNR.
Nel 1899 partecipò alla III Esposizione internazionale d'arte di Venezia.
Nel 1929 viene nominato membro dell'Accademia d'Italia direttamente da Mussolini, ma non è nota una sua adesione al PNF. 
Il Re Vittorio Emanuele III gli conferì il prestigioso Ordine Civile di Savoia. 
Nel 1960 a Taranto viene inaugurato il monumento a Giovanni Paisiello.

## Opere principali

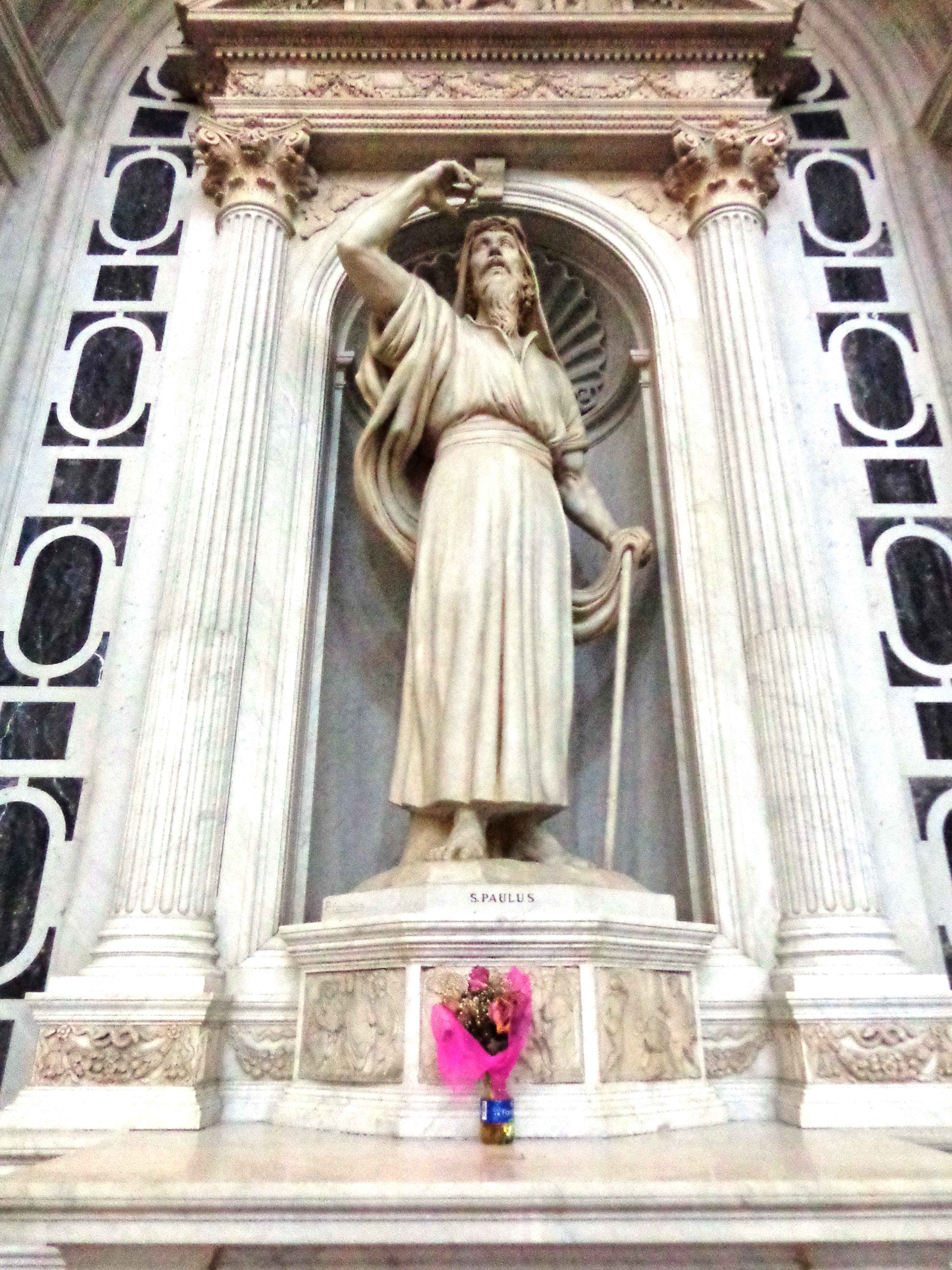
"San Paolo" (Basilica Cattedrale Protometropolitana della Santa Vergine Maria Assunta di Messina)

### In Italia
- Monumento funerario di Vittorio Emanuele Orlando, nella Basilica di Santa Maria degli Angeli e dei Martiri, a Roma (1953)
- Statua di San Giovanni Bosco nella nicchia della Basilica San Pietro, Città del Vaticano (inaugurata il 31 gennaio 1936 da Cardinale Pacelli il futuro Papa Pio XII)
- Monumento a Giuseppe Manno, nei giardini pubblici di Alghero (1894)
- Statua di San Paolo nella Cattedrale di Messina
- Monumento equestre al Cavaliere d'Italia, in piazza Castello, a Torino
- Statua di dolente a Moncalieri, interno della cappella Dellachà
- Busto di Cristo, nella chiesa di Santa Maria Maddalena, ad Alba
- Monumento ai caduti della prima guerra mondiale, nella Villa Comunale di Chieti (1924)
- Monumento ai caduti della Guerra 1915-18, in piazza 66 martiri a Grugliasco
- Monumento ai caduti di Bene Vagienna (Cuneo), inaugurato il 17 settembre 1922
- Busto bronzeo di Benito Mussolini, MAGI '900 - Museo delle eccellenze artistiche e storiche (1926)
- Scultura in bronzo di Cristo crocifisso, nella cappella sacrario del Parco della Rimembranza di Orsogna (1926)
- Medaglioni del frontone ovest del Monumento alla Vittoria, a Bolzano (1927/28)[5]
- Arco del Valentino o "dell'Artigliere", su Corso Vittorio Emanuele II/Parco del Valentino, a Torino, (1930)
- Bassorilievo bronzeo nel comune di Cereseto Monferrato ai caduti russi della prima guerra mondiale, mai consegnato a Nicola ll e donato al comune da Riccardo Gualino per tutti i caduti della grande guerra
- Monumento a Giovanni Paisiello, a Taranto (1960)

Molte delle sue opere sono custodite nel Museo Canonica, a Roma. A Vetralla offrì il Monumento ai Caduti. Altre si trovano a Stresa, città alla quale donò una ventina di sue sculture ospitate nella Sala Canonica del palazzo dei Congressi.
Opera pittorica di notevole pregio è il Ritratto della contessa Virginia Somalia Dal Pozzo, presentata alla Biennale di Venezia del 1903.

### In Russia
- Statua bronzea di Nicola II, zar di tutte le Russie
- Statua di Alessandro Scheremeteff
- Statua di Beatrice
- Monumento a Nicolaj Nicolajevich (distrutto, il modello in gesso e bronzo è esposto nel Museo Canonica a Roma)

### In Inghilterra
- Statua della Regina Vittoria a Buckingham Palace
- Varie statue e busti nel Vestibolo d'ingresso alla Osborne House nell'isola di Wight
- Varie statue e busti nel Nottingham Worcksop e nel Welbeck Woodhouse

### In Turchia
- 2 monumenti a Kemal Ataturk (modelli delle opere sono esposti nel Museo Canonica a Roma)[7]
- Monumento alla Repubblica (1928) in piazza Taksim

### In Iraq
- Monumento a Faysal I d'Iraq (distrutta, il modello in gesso è esposta al Museo Canonica a Roma)

### Nella Città del Vaticano
- Monumento a San Giovanni Bosco (un busto del santo si trova anche nel Museo Canonica a Roma) e monumento a Benedetto XV
- Monumento a San Pietro e Paolo (i bozzetti delle statue dei Santi si trovano anche nel Museo Canonica a Roma). Le statue sono installate all'ingresso della Pontificia Università Lateranense.
- Busto a Card. Pietro Gasparri (del 1931), che sottoscrisse i Patti Lateranensi nel 1929. Il busto si trova all'interno della Pontificia Università Lateranense.

### In Colombia
- Statua di Simon Bolivar (una statua equestre del patriota sudamericano si trova anche nel Museo Canonica a Roma)

### In Argentina
- Monumento funerario al Presidente della Repubblica José Figueroa Alcorta, al Cimitero della Recoleta.

## Composizioni musicali
- La sposa di Corinto, dramma lirico in tre atti, libretto di Carlo Bernardi (da Goethe), Roma, Teatro Argentina, 25 maggio 1918
- Miranda, opera in tre atti, libretto di Carlo Bernardi e Pietro Canonica (da La tempesta di Shakespeare), Sanremo, Teatro del Casinò Municipale, 5 marzo 1937
- Enrico di Mirval, ovvero Amore è vita, libretto proprio, Sanremo, Teatro del Casinò Municipale, 1939
- Medea, tragedia lirica in tre atti, libretto proprio, (da Euripide), Roma, Teatro dell'Opera, 12 maggio 1953 diretta da Ottavio Ziino con Maria Pedrini ed Umberto Borsò
- Sacra Terra, dramma lirico in un prologo e tre atti, libretto proprio (dall'Eneide), composto nel 1957
- Impressioni, poemetto sinfonico